# La penúltima verdad
La penúltima verdad (The Penultimate Truth) es una novela de Philip K. Dick, publicada en 1964.

## Argumento
Durante la 3ª Guerra Mundial, que se produce desde hace quince años, la humanidad vive confinada en tanques subterráneos para evitar la radiación y el gas nervioso, donde hay carencia de todo y se debe trabajar para cubrir el cupo de robots para la guerra. En uno de estos tanques, el mecánico jefe se está muriendo, y el presidente electo, Nicholas Saint-James, se ve forzado a subir a la superficie para intentar conseguir un páncreas artiforg de los hospitales militares. Al llegar arriba, es interceptado por dos robots que intentan matarle, pero son destruidos. Encuentra a un grupo de fugitivos en unas ruinas, que le cuentan que en realidad la guerra sólo duró dos años, y que la superficie de la Tierra se la reparten las élites de los dos bandos, ahora unidas, y que engañan a la población de los tanques con los informes de la televisión, y que el Protector Yancy, el héroe que habla por televisión, es un muñeco. Aparte, uno de los guionistas de  los discursos de Yancy, Joseph Adams, se ve incluido en un plan maquinado por Stanton Brose, un anciano que gobierna con puño de hierro, que retiene las armas de la guerra y los artifogs para sí, para encarcelar a un rival político. El plan comienza enviando unas piezas al pasado con una máquina del tiempo. Adams, al descubrir que le matarán al terminar el trabajo, acude a David Lantano, otro guionista (propietario de la zona donde Nick salió) que realmente es un indio que estaba presente cuando trasladaron los objetos, obteniendo así la máquina. Lantano pretende matar a Brose, pero Adams tiene miedo y decide bajar con Nick a su tanque. Al ver el siguiente mensaje de Yancy, comprende que Lantano ha vencido, y sube para preparar las excusas para contar a la gente de los tanques, mientras que Nick se prepara para contar la verdad.